# Dominio Kameda
Il Dominio Kameda (亀田藩?, Kameda-han) fu un dominio feudale nel periodo Edo in Giappone, situato nella provincia di Dewa (l'odierna prefettura di Akita). Era ubicato nel castello di Kameda in quella che è diventata la città di Yurihonjō, Akita.

## Storia
Gran parte della provincia di Dewa, durante il periodo Sengoku, era controllata dal potente clan Mogami. Tuttavia, i Mogami furono privati dello shogunato Tokugawa nel 1622, e la maggior parte dei loro possedimenti andò al clan Satake, che fu trasferito dalla provincia di Hitachi, ai nuovi (e molto più piccoli) possedimenti del Dominio Kubota. 
Il clan Iwaki, sin dal periodo Kamakura, governava un dominio di 120.000 koku nella regione di Hamadōri nella provincia sud-orientale di Mutsu, dove (durante il tardo periodo Sengoku) aveva stabilito stretti legami con il clan Date di Sendai e il clan Satake di Hitachi . Sebbene il clan Iwaki si fosse schierato con Tokugawa Ieyasu nella battaglia di Sekigahara, si rifiutarono di partecipare all'attacco che Ieyasu ordinò contro Uesugi Kagekatsu ad Aizuwakamatsu a causa dei loro stretti legami familiari con Satake Yoshinobu e di conseguenza furono privati dei loro possedimenti. 
Nel 1616 lo shogunato Tokugawa si arrese e permise al clan di avere il dominio di 10.000 koku Shinano Nakamura. Nel 1623, Iwaki Yoshitaka fu trasferito nel nuovo dominio Kameda di 20.000 koku, un dominio composto da 71 villaggi della contea di Yuki, dove i suoi discendenti regnarono per 13 generazioni fino alla Rinnovamento Meiji. I rapporti con il clan Satake restarono molto forti, quasi al punto che il Dominio Kameda divenne un dominio semicontrollato del Dominio Kubota. Ciò attirò l'attenzione avversa dello shogunato Tokugawa, e nel 1718, quando Iwaki Hidetaka morì, il suo successore fu selezionato da un ramo del clan Date. Il legame tra i clan Iwaki e Date si rafforzò nel corso delle generazioni successive. 
Secondo il censimento del 1869, il dominio aveva una popolazione di 23.894 abitanti, divisi in 4356 famiglie. Il clan mantenne la sua residenza principale ( kamiyashiki ) a Edo.
Durante la guerra Boshin, il Dominio Kameda rimase membro del Ōuetsu Reppan Dōmei; anche dopo il cambio di fazione del Dominio Kubota. Nonostante le scarse risorse militari, il dominio combatté contro le forze del pro-Imperiale Dominio Shinjō  fino al raggiungimento di un accordo. 
Il nuovo Periodo Meiji sanzionò il dominio con una riduzione delle entrate a 18.000 koku. Con l'abolizione del sistema han nel luglio 1871 e l'assorbimento del dominio Kameda nella prefettura di Akita, il daimyō finale di Kameda, Iwaki Takakuni, si trasferì a Tokyo. Nel 1884, a lui e ai suoi discendenti fu concesso il titolo di visconte (shishaku) nel peerage kazoku. 

## Elenco dei daimyō
- link= Clan Iwaki ( tozama ) 1623-1871

| #  | Nome                        | Mandato   | Titolo di cortesia          | Grado di corte             | kokudaka             |
| -- | --------------------------- | --------- | --------------------------- | -------------------------- | -------------------- |
| 1  | Iwaki Yoshitaka (佐竹義隆?) | 1623-1634 | Shuri-no-kami (修理 大夫)   | 5 ° inferiore (従 五位 下) | 20.000 koku          |
| 2  | Iwaki Nobutaka (岩城宣隆?)  | 1628-1656 | Tajima-no-kami (但 馬 守)   | 5 ° inferiore (従 五位 下) | 20.000 koku          |
| 3  | Iwaki Shigetaka (岩城重隆?) | 1656-1704 | Iyo-no-kami (伊 予 守)      | 5 ° inferiore (従 五位 下) | 20.000 koku          |
| 4  | Iwaki Hidetaka (岩城秀隆?)  | 1685-1735 | Iyo-no-kami (伊 予 守)      | 5 ° inferiore (従 五位 下) | 20.000 koku          |
| 5  | Iwaki Takatsugu (岩城隆韶?) | 1718-1745 | Tajima-no-kami (但 馬 守)   | 5 ° inferiore (従 五位 下) | 20.000 koku          |
| 6  | Iwaki Takyoshi (岩城隆恭?)  | 1745-1782 | Iyo-no-kami (伊 予 守)      | 5 ° inferiore (従 五位 下) | 20.000 koku          |
| 7  | Iwaki Takanori (岩城隆恕?)  | 1782-1817 | Iyo-no-kami (伊 予 守)      | 5 ° inferiore (従 五位 下) | 20.000 koku          |
| 8  | Iwaki Takahiro (岩城隆喜?)  | 1817-1853 | Iyo-no-kami (伊 予 守)      | 5 ° inferiore (従 五位 下) | 20.000 koku          |
| 9  | Iwaki Takanaga (岩城隆永?)  | 1854-1855 | Tajima-no-kami (但 馬 守)   | 5 ° inferiore (従 五位 下) | 20.000 koku          |
| 10 | Iwaki Takanobu (岩城隆信?)  | 1855-1855 | - nessuno -                 | 5 ° inferiore (従 五位 下) | 20.000 koku          |
| 11 | Iwaki Takamasa (岩城隆政?)  | 1855-1861 | Shuri-no-kami (修理 大夫)   | 5 ° inferiore (従 五位 下) | 20.000 koku          |
| 12 | Iwaki Takakuni (岩城隆邦?)  | 1861-1869 | Sakyō-no-daibu (左 京 大夫) | 5 ° inferiore (従 五位 下) | 20.000 koku          |
| 13 | Iwaki Takaaki (岩城隆彰?)   | 1869-1871 | Visconte                    | 5 ° (従 五位)              | 20.000 → 18.000 koku |